# Abietinella operculata
Abietinella operculata är en nässeldjursart som först beskrevs av Jäderholm 1903.  Abietinella operculata ingår i släktet Abietinella och familjen Lafoeidae. Inga underarter finns listade i Catalogue of Life.